# Chopera
Chopera (ou La Chopera) est un quartier administratif de Madrid situé dans l'arrondissement d'Arganzuela.
D'une superficie de 56,635 8 hectares, il accueille 20 216 habitants (octobre 2019).
Le Matadero Madrid est situé dans le quartier.